# Okular
Okular é um visualizador de documentos para KDE Plasma 5 (embora não requeira o ambiente KDE completo). Ele é baseado no KPDF e substituto do KPDF, KGhostView, KFax, KFaxview e KDVI no KDE4. Suas funcionalidades podem ser facilmente incorporadas em outros aplicativos.

## História
Okular foi iniciado para o Google Summer of Code de 2005; Piotr Szymański foi o estudante aceito.
Okular foi reconhecido como uma história de sucesso da OpenUsability do ano de 2007. Nesta temporada o protótipo barra de ferramentas Okular foi criado com base em uma análise de outros visualizadores de documentos populares e uma pesquisa de uso.

## Características
Recursos de anotação do Okular incluem comentar nos documentos PDF destacar trechos do documento e desenhar linhas, formatos geométricos, adicionar caixas de textos e selos. As anotações são armazenadas separadamente do arquivo PDF não modificado, ou (desde a versão 0.15 com Poppler 0.20) pode ser salvo no documento PDF como padrão de anotações.
Texto pode ser extraído para um arquivo de texto. É possível selecionar partes do documento e copiar texto ou imagem para a área de transferência. Outras características incluem corte das bordas das páginas brancas e definição de bookmarks.

## Formato de arquivo suportado
Ele suporta os seguintes formatos de arquivos:
- Portable Document Format (PDF) com o Poppler backend
- PostScript com o libspectre backend
- Tagged Image File Format (TIFF) copm o libTIFF backend
- Microsoft Compiled HTML Help (CHM) com o libCHM backend
- DjVu com o DjVuLibre backend
- Device independent file format (DVI)
- XML Paper Specification (XPS)
- OpenDocument formato (ODF) (somente odt)
- FictionBook
- Formatos digitais de histórias em quadrinhos
- Plucker
- EPUB
- Mobipocket
- Vários formatos de imagem tais como JPG

A versão oficial obedece as restrições de arquivos PDF DRM por padrão, que pode impedir de copiar, imprimir, ou converter alguns arquivos PDF. Isto pode entretanto ser desabilitado nas opções sob "obedecer limitações DRM".